# Museum Rupelklei
Museum Rupelklei is een gemeentelijk museum in de Belgische plaats Terhagen over de plaatselijke industriële archeologie.
Het museum bevat naast een industrieel archeologische collectie over de steennijverheid een collectie fossielen die gevonden werden in de kleiputten van de Rupelstreek. Pierre De Loenen groef eigenhandig de fossielen op uit de kleiputten van Boom tot Rumst. Opmerkelijk zijn een gedeeltelijke menselijke schedel, het oudste gevonden menselijke overschot van Vlaanderen, en een schedel van een wolharige neushoorn. Het museum vertoont ook een docu-animatiefilm over het ontstaan van de Rupeliaanse of Boomse kleilagen, van de hand van prof. Noël Vandenberghe. Verder zijn er jaarlijks tentoonstellingen van kunstenaars uit de omgeving.

## Geschiedenis
Het museum werd opgericht op initiatief van Isidore Egelmeers, toen burgemeester van Terhagen en van de industrieel Adelin Leens ( die in Boom een steenbakkerij had ). De VZW ' Oudheidkundige Kring Rupelklei ' had  volgens art. 3 van de statuten, gepubliceerd in het BS van 30 augustus 1973  doel: 'de werktuigen van de plaatselijke nijverheid in onbruik geraakt door de evolutie van de technologie voor vernietiging te vrijwaren door deze tuigen samen te brengen en te onderhouden; de bestaande dokumentatie, fotokopieën en foto’s in verband met de plaatselijke nijverheid te verzamelen en voor het behoud in te staan; de werktuigen alsmede de dokumentatie en, foto’s te katalogeren; voor een gepaste beschrijving van de voorwerpen te zorgen; de voormelde voorwerpen onder de beste voorwaarden ten toon te stellen voor de belangstellenden.'
De VZW deed in de jaren '70 en ' 80 bijna uitsluitend aan collectie - vorming. Tal van vroegere werkgevers en werknemers uit ' de gelagen ' van de Rupelstreek schonken werktuigen en documenten die verband houden met de ambachtelijke productie van baksteen in deze kleistreek.
Toen Frans De Herdt, schepen in de gemeente Rumst, in 1983 lid van het bestuur, en meer nog toen hij vanaf 1995 voorzitter van Rupelklei werd, begon een nieuwe fase in de geschiedenis van Rupelklei. Onder zijn impuls werd een museum opgestart dat gevestigd is in de oude smidse van de voormalige steenbakkerij De Beukelaer in de deelgemeente Terhagen. Deze steenbakkerij was in 1978 - 1979 aangekocht door de gemeente Rumst en verleende enkele jaren later onderdak aan het museum. In de beginjaren was het een eerder bescheiden museum dat onder bewind van Frans De Herdt stilaan is uitgegroeid tot een volwaardig museum over de plaatselijke industriële archeologie. Er wordt in romantische taferelen getoond hoe de handsteen tot stand kwam, inclusief een nabootsing van een klampoven.
In 1995 - 1996 werden de statuten aangepast en werd het museum op juridisch vlak ondergebracht in een gemeentelijke VZW,  waarvan minstens de helft van de leden van de raad van bestuur gemeenteraadsleden dienen te zijn. De werking van het museum zelf steunt in hoge mate op enerzijds financiële steun van de gemeente Rumst en anderzijds de persoonlijke inbreng van een ploeg van vrijwilligers ( in het bestuur, in het beheer van de collectie, de organisatie van activiteiten, gidsbeurten en in de rol van suppoost. ) 
Toen de familie De Loenen na het overlijden van Petrus (Pierre) De Loenen de gemeente voorstelde om de privécollectie fossielen onder te brengen in het museum werd een aanpalende zaal hiervoor opengesteld. De fossielen werden door Petrus De Loenen opgegraven uit de kleiputten en zorgvuldig bewaard. Het bevat een uiteenlopende collectie van fossielen uit het oligoceen, mioceen, plioceen en het pleistoceen, waaronder haaientanden, wervels van zoogdieren zoals mammoet, herten, wolharige neushoorn. 
Prof. Noël Vandenberghe (professor geologie aan de KU Leuven) die een thesis schreef over het ontstaan van de Rupeliaanse klei stond mee aan de basis van een geanimeerde presentatie die in het museum wordt vertoond. Deze presentatie geeft een duidelijk inzicht over de geologische evolutie van de streek en het ontstaan van grondlagen en meer specifiek de Rupeliaanse klei. 
Een tijdelijke tentoonstelling in 2010 over "Romeinen in Rumst? Feit of fictie?" toonde een deel van de belangrijkste opgravingen die in het Molenveld in Rumst werden opgegraven tussen 1987 en 1996. Deze "missing link" tussen het ontstaan van de kleilagen (samen met de fossielen) en de steennijverheid zou een vervolmaking zijn over de geschiedenis "van klei tot steen". 
In 2012 werd door het bestuur o.l.v. Edmond Lambrechts ' 40 jaar Museum Rupelklei ' gevierd. Er waren in dat jaar ook, zoals de traditie is sinds 1995, 4 tentoonstellingen van kunstenaars uit de omgeving. Daardoor kan het museum rekenen op 3000 tot 5000 bezoekers per jaar. 
In de periode 2013 - 2019 werd gezocht naar mogelijkheden om het museum te moderniseren. Maar in 2019 heeft het gemeentebestuur van Rumst aangekondigd  dat het museum Rupelklei zou verhuizen naar een locatie aan 3 Rivieren in het centrum van Rumst.